# Zone à régime restrictif

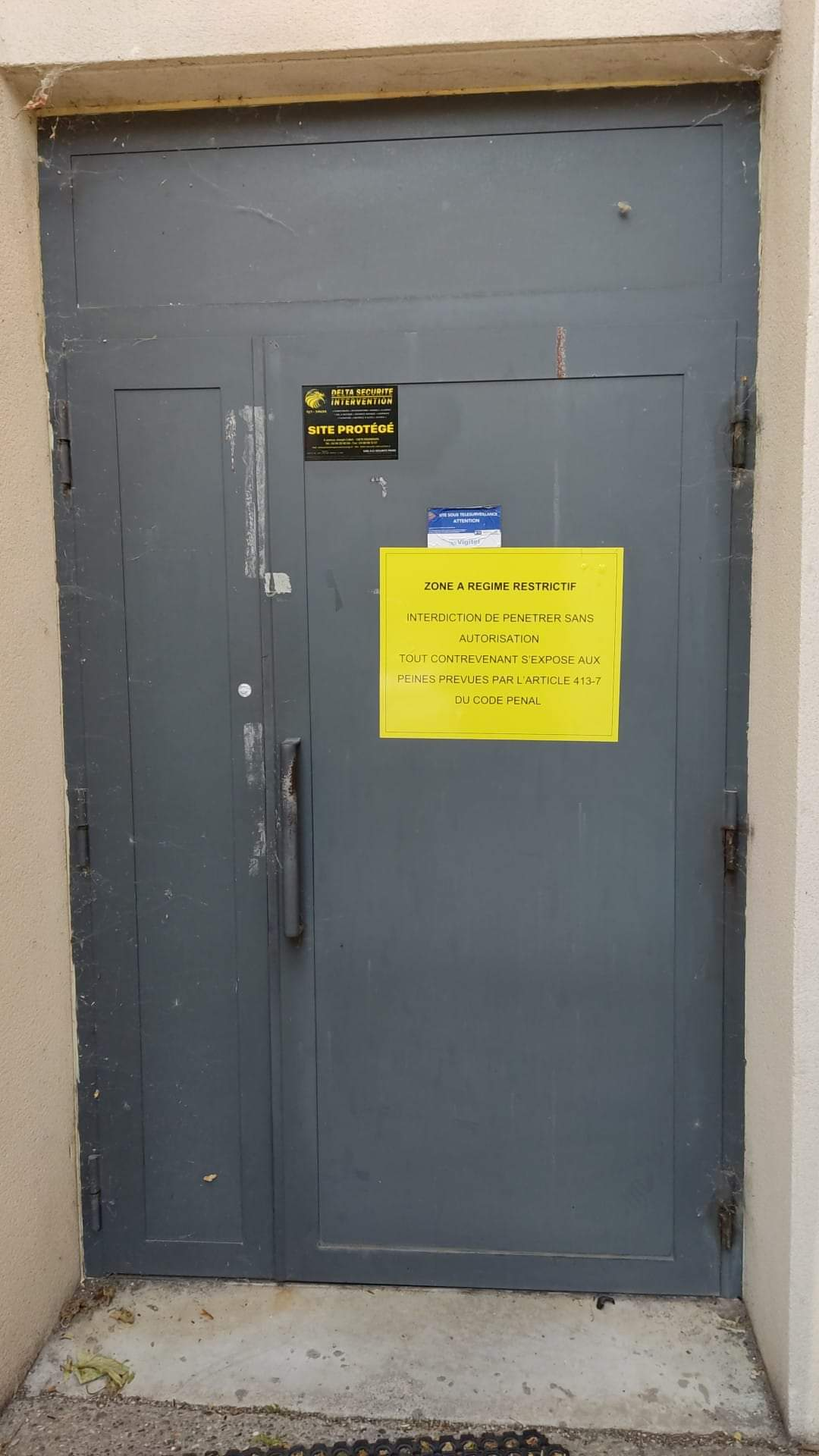
Porte d'entrée d'un laboratoire de recherche en informatique situé dans une "zone à régime restrictif".

Une zone à régime restrictif (ZRR), en France, est une zone à accès réglementé dans le cadre de la protection du potentiel scientifique et technique national, lequel comporte cinq niveaux de protection imbriqués :
- une liste de secteurs scientifiques et techniques dits « protégés », objets d'un « annuaire national » recensant leurs laboratoires ;
- une liste de spécialités dont les savoir-faire sont susceptibles d'être détournés à des fins de terrorisme ou de prolifération d'armes de destruction massive et de leurs vecteurs, établie par un arrêté confidentiel Défense ;
- des « zones protégées », délimitées soit par des autorités militaires[1], soit par des autorités civiles[2] ;
- dans les laboratoires relevant d'un secteur protégé, parmi les zones protégées, des ZRR, dont l'accès (physique ou électronique) est soumis à autorisation spéciale ;
- à l'intérieur des ZRR, éventuellement, des « locaux sensibles », à la protection renforcée.

## Cadre juridique
Le dispositif de Protection du potentiel scientifique et technique (PPST) s'appuie sur les textes suivants :
- articles 413-7[3] et R. 413-5-1[4] du Code pénal.

- décret no 2011-1425 du 2 novembre 2011 portant application de l'article 413-7 du code pénal et relatif à la protection du potentiel scientifique et technique de la nation [5].
- arrêté du 3 juillet 2012 relatif à la protection du potentiel scientifique et technique de la nation[6].
- arrêté du 3 juillet 2012 relatif aux spécialités dont les savoir-faire sont susceptibles d'être détournés à des fins de terrorisme ou de prolifération d'armes de destruction massive et de leurs vecteurs (document non publié, classifié « Confidentiel Défense - Spécial France »)[7].
- circulaire interministérielle no 3415/SGDSN/AIST/PST du 7 novembre 2012 relative à la mise en œuvre du dispositif de protection du potentiel scientifique et technique de la nation [7].
- pour le CNRS, la circulaire du 21 mai 2013 relative à la PPST[8].

## Création d'une ZRR

### Principes généraux
Une ZRR est créée par arrêté du ministre exerçant la tutelle sur le service ou l'établissement concerné ou ayant compétence sur les activités de l'entreprise concernée. La création d'une ZRR suppose la constitution d'un dossier de demande de création validé par le ministre concerné.
Les établissements concernés par les dispositifs de protection antérieurs à la PPST ont vocation, sauf exception (changement d'activité de l'établissement, etc.) à créer des ZRR. Des ZRR peuvent également être instituées au sein de nouveaux établissements. Une ZRR peut, de manière flexible selon les besoins, recouvrir tout ou partie d'un établissement (espaces destinés à la recherche, moyens de productions, bureaux d'étude, salles de serveurs informatiques, etc.) afin de ne cibler que les zones nécessitant réellement une protection.
Six ministres sont chargés de mettre en œuvre le dispositif (et le cas échéant de créer des ZRR) au sein des établissements dont ils assurent la tutelle ou qui relèvent de leur domaine de compétence :
- ministère de l'Écologie, du Développement durable et de l'Énergie ;
- ministère de l'Éducation nationale, de l'Enseignement supérieur et de la Recherche (ESR) ;
- ministère de la Défense ;
- ministère des Affaires sociales, de la Santé et des Droits des femmes ;
- ministère de l'Économie, de l'Industrie et du Numérique.

Le Secrétariat général de la défense et de la sécurité nationale (SGDSN) assure le pilotage du dispositif PPST et valide tout projet de création de ZRR.
Tout service, établissement ou entreprise entrant dans le champ d'application de la PPST peut contacter les services du Haut fonctionnaire de défense et de sécurité (HFDS) du ministère concerné pour obtenir toute information sur le dispositif et créer, si nécessaire, une ZRR.

### Classification des secteurs protégés et risques
Les mesures prévues sont destinées à protéger « le potentiel scientifique et technique de la nation » contre quatre niveaux de risque : intérêts économiques de la Nation ; arsenal militaire ; prolifération des armes nucléaires, chimiques ou biologiques ; et terrorisme. La sensibilité à chacun de ces risques est cotée de 0 à 3. Une ZRR est justifiée si la sensibilité est supérieure à zéro. Selon le Fonctionnaire sécurité défense (FSD) du CNRS, on distingue les niveaux de protection suivants, avec les mesures à prendre correspondantes :
- Secteur protégé (niveau 1) : selon la liste de l'arrêté du 3 juillet 2012[6]
  - tout secteur sauf sciences humaines
  - prendre toute disposition utile pour la protection
  - informer l'administration (congrès, coopérations, création d'UR)
- Unité de recherche protégée (non ZRR): secteur scientifique protégé avec un risque supérieur à 0
  - informer l'administration sur les inscriptions (a posteriori)
  - enregistrer les visites (à fournir à l'administration au besoin)
  - le personnel temporaire est accompagné par un personnel permanent
- Spécialité sensible (niveau 2) ou ZRR
  - l'administration contrôle les dispositions de protection prises
  - l'administration émet un avis sur l'organisation des congrès et les projets de coopérations

### L'instruction d'une demande d'accès à une ZRR
Tout accès à une ZRR pour y effectuer un stage, y préparer un doctorat, y participer à une activité de recherche, y suivre une formation, y effectuer une prestation de service ou y exercer une activité professionnelle est soumis à l'autorisation du chef de service, d'établissement ou d'entreprise, après avis favorable du ministre de tutelle ou, à défaut, du ministre qui a compétence sur les activités concernées.
Les hauts fonctionnaires de défense et de sécurité instruisent, pour le ministre, les demandes d'accès transmises pour avis. L'instruction repose sur une analyse scientifique et technique des candidatures destinée à prévenir la captation d'informations sensibles.
Le ministre dispose d'un délai maximal de deux mois pour instruire les dossiers de demande d'accès aux ZRR. Ce délai est nécessaire pour garantir la bonne instruction de l'ensemble des demandes d'accès. Si l'instruction du dossier le permet, le ministre peut donner sa réponse avant le terme du délai. Au terme des deux mois, le silence gardé par le ministre vaut avis défavorable.
Les simples visites à l'intérieur d'une ZRR sont exemptées de l'avis du ministre et sont soumises à la seule autorisation du chef d'établissement. Une visite est un passage temporaire au sein d'une ZRR, sans participation directe du visiteur aux activités scientifiques et techniques qui ont vocation à être protégées. Le visiteur doit donc être encadré de telle manière qu'aucune information à protéger ne puisse, lors de la visite, être directement accessible ou déduite.

## Mise en place des ZRR au sein des établissements d'enseignement supérieur et de recherche
La mise en œuvre du dispositif PPST, et notamment la création des ZRR, s'est heurtée fin 2013 à des oppositions d'une partie de la communauté scientifique. Afin de tenir compte de ces inquiétudes, le secrétaire général de la défense et de la sécurité nationale et le directeur du cabinet de la ministre de l'enseignement supérieur et de la recherche ont conjointement décidé, début 2014, d'aménager la mise en œuvre du dispositif au sein des établissements d'enseignement supérieur et de recherche  selon deux objectifs :
- poursuivre la conversion des ex-établissements à régime restrictif (ERR), créés par l'ancien dispositif PPST, en ZRR, sauf exception (disparition de l'unité, changement de l'unité, etc.) ;
- renforcer le dialogue avec les directeurs des unités non protégées par l'ancien dispositif mais ayant fait l'objet, lors de la réforme du dispositif en 2012, d'une analyse de sensibilité justifiant un besoin de protection.

Pour ce faire, un collège interministériel d'experts scientifiques et techniques issus des universités, des organismes de recherche (chercheurs, professeurs d'université, etc.) et des administrations spécialisées dans les questions de sécurité et de défense, a été institué avec pour objectif d'actualiser la sensibilité des unités concernées afin d'identifier les ZRR à créer. Le collège d'experts a procédé en deux étapes :
- la première étape a consisté à organiser plusieurs réunions d'information générale à destination des directeurs d'unité en vue d'expliciter la raison d'être du dispositif PPST et son application sur le terrain. Les réunions d'information se sont déroulées en septembre et en octobre 2014 ;
- la deuxième étape consiste à adresser un questionnaire aux directeurs des unités concernées afin de mieux cibler l'activité scientifique des unités. Les questionnaires ont ensuite été analysés par le collège des experts, divisé en huit sous-comités thématiques. Les analyses ont permis d'actualiser la sensibilité des unités concernées et d'identifier celles qui ont vocation à créer des ZRR.

En 2024, une commission d’enquête sénatoriale recense 931 ZRR en France, dont 201 créées en 2023.

## Réactions diverses du monde de la recherche

### Syndicats
Les syndicats sont les premiers à réagir. Trois syndicats de l'université de Lorraine, dont 14 laboratoires sont
concernés par les ZRR, écrivent le 9 décembre 2013 au président de l'université, à propos de la création des ZRR et de leur règlement intérieur, « en totale contradiction avec les missions qui nous incombent et avec l'éthique qui anime la recherche scientifique, fondée sur l'échange, le partage de connaissances et la mise à disposition de la collectivité par la publication. Ces nouveaux textes érigent en règle la confidentialité et instaurent des conditions inacceptables pour réglementer les conditions de visite et d'accès à nos laboratoires, les conditions de publication, les conditions de communication à l'extérieur [...] Il est peut-être bon de rappeler que les contrats industriels actuels ne sont pas des entraves à la liberté de publication et aux discussions scientifiques ».
Le SNTRS-CGT adresse le 8 janvier 2014 à Geneviève Fioraso une lettre ouverte, dans laquelle il « demande instamment que les laboratoires de l’ESR ne soient pas soumis au dispositif ZRR, à l’exclusion évidemment de ceux qui pourraient travailler directement pour la défense nationale ». Le 21 janvier, le SNCS dénonce un système qui va jusqu'à « interdi[re] de donner librement des leçons d’arithmétique aux petits enfants ». Les fédérations CGT (Fercsup, SNTRS), FSU (SNESup, SNCS), FO, SUD Éducation publient le 13 février un communiqué intersyndical demandant « l’arrêt immédiat de la mise en place des ZRR et de la militarisation de la recherche publique ».
Le 24 février, comme vient d'être rendue publique l'information que le Premier ministre a accepté, fin décembre début janvier, le moratoire demandé par la ministre de l’ESR, le SNESup y consacre une "lettre flash". Le SNCS estime, le 27, que « la création des ZRR doit être suspendue ». Le SGEN-CFDT proteste le même jour : avec les ZRR, « la recherche sera plus pénalisée que protégée ».
Le 12 mars 2014, CGT (SNTRS, FERC-SUP, INRA), FSU (SNESUP, SNCS, SNASUB), UNSA (SNPTES, SUP’RECHERCHE), SNPREES-FO, Solidaires (SUD Education, SUD-Recherche EPST) et le collectif Sauvons l'Université (SLU) publient un « nouveau communiqué unitaire de l'enseignement supérieur et de la recherche » dans lequel ces organisations « exigent que le dispositif de protection du potentiel scientifique et technique, tel qu’il est conçu (...), ne soit pas appliqué aux laboratoires de l’ESR ».

### Associations
La Fédération de la libre pensée réagit le 18 janvier 2014, notant « une nouvelle atteinte à la liberté de la recherche ». Selon son analyse, « jusque-là, les exigences de confidentialité étaient de nature contractuelle, volontairement consenties par les équipes des laboratoires. Elles s'appliqueraient dorénavant à des unités de recherche entières par simple « classification ». Il se trouve que la direction du CNRS, demande à ses unités d'entériner un canevas de règlements antérieurs qui érige le principe de la confidentialité des travaux comme la norme et non l'exception négociée. Les libertés de déplacement, de collaboration, d'accueils de visiteurs, de publication y seraient subordonnées. Et ces restrictions s'appliqueraient à la totalité de l'unité (grand laboratoire) et non seulement à certaines équipes. »

### Partis politiques
Marine Le Pen déclare le 27 janvier 2014 que les ZRR vont « mettre en péril l'excellence de la recherche scientifique française ». Barbara Pompili, pour Europe Écologie Les Verts, pose le 3 juin 2014 une question écrite au gouvernement, estimant « Ces dispositifs (...) incompatibles avec l'activité des laboratoires »,.

### Sociétés savantes
La Société informatique de France réagit en soulignant que « La ZRR paraît spécialement inadaptée, non seulement à la recherche fondamentale en informatique, mais tout autant à la coopération avec l’industrie ».

### Institutions de la recherche
Le Conseil Scientifique du CNRS a recommandé que le « dispositif de ZRR soit revu en concertation avec les communautés scientifiques concernées et dans l'immédiat que sa mise en place soit suspendue ». 
Le Conseil scientifique de l'INSIS du CNRS « considère que les contraintes engendrées par les ZRR et leur multiplication vont constituer des entraves aux missions principales du CNRS et de l’INSIS [... et souligne] la contradiction entre cette volonté de protection du patrimoine scientifique national et l’incitation toujours plus forte à internationaliser les activités de recherche » .
Le Conseil scientifique de l'INS2I du CNRS juge que « La protection du patrimoine scientifique et technologique est nécessaire, cependant le Conseil scientifique de l'INS2I s’inquiète de ce que la mise en œuvre de ce dispositif, administrativement très lourd, affaiblisse au contraire la recherche française. »
Le Conseil scientifique d'Inria a voté que «  Pour une équipe, l'affectation en ZRR représentera un handicap majeur dans sa recherche au jour le jour [...] L'absence de transparence de [l']affectation [en ZRR] est vécue par les équipes comme particulièrement discriminatoire. »
Selon la motion de la Conférence des présidents de sections du Comité national (CPCN) du CNRS, en date du 27 février 2015  « Les critères de passage en ZRR sont en effet apparus discutables aux acteurs de la recherche publique, notamment l’usage aléatoire de "mots-clés" pour apprécier les cotations de sécurité et instruire les demandes d’autorisation. Les restrictions d’accès mettent en cause la nature fondamentalement collaborative et publique de la recherche, [...]. De plus, propres à notre pays, ces mesures font peser une véritable menace sur tout un pan de la recherche [...]. ».
Mediapart indique en 2025 l'opacité des critères de classement des laboratoires en ZRR. 